# چگالی ای‌پی‌آی

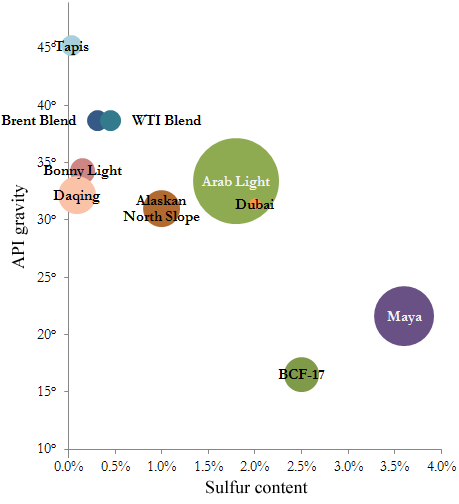
برخی از نفت خام‌های شاخص بر اساس مقدار گوگرد (افقی) و چگالی API (عمودی) و مقدار نسبی تولید

چگالی ای پی آی(به انگلیسی: API gravity) کمیتی برای سنجش چگالی مایعات نفتی و پتروشیمی است.این کمیت بدون بعد نشان دهنده میزان چگالی ماده مورد نظر به چگالی آب است به‌طوری که اگر واحد ای پی آی برای مایعی کمتر از 10 باشد،نسبت به آب چگال تر بوده و در آن فرو می‌رود و اگر مقدار آن بیشتر از 10 باشد ماده مورد نظر روی آب شناور خواهد ماند.این واحد اندازه گیری چگالی نخستین بار توسط انجمن نفت آمریکا (به انگلیسی: American Petroleum Institute) معرفی شد.ارتباط چگالی نسبی ماده و چگالی ای پی آی برای یک ماده نفتی به صورت زیر است:
{\displaystyle {\text{API gravity}}={\frac {141.5}{\text{SG}}}-131.5}